# Esperantocultuur
Met de Esperantocultuur wordt de cultuur rond de taal Esperanto bedoeld, ontstaan binnen de Esperantosprekende gemeenschap. Het Esperanto heeft een eigen cultuur in het leven geroepen. Hierdoor is de Esperantocultuur trans- en intercultureel van aard. De Esperantocultuur bestaat deels uit originele cultuur (bijvoorbeeld oorspronkelijke literatuur, zelfstandig ontwikkelde fraseologie) en deels uit elementen ontleend van andere culturen (bijvoorbeeld vertaalde literatuur).
De klemtonen liggen vooral op het gebied van literatuur, theater, muziek (voornamelijk tijdens Esperantobijeenkomsten) en op het vlak van gastvrijheid (Pasporta Servo). De Esperantocultuur is voor sommigen (zie Esperanta Civito) ook een drager van cultuur en identiteit en omvat naast gemeenschappelijke symbolen en congressen ook de kenmerken van een taalgemeenschap, zelfs met verschillende ideologieën. Veel van dit is beschreven in La Gvidlibro tra Esperantio (De gids door Esperantoland, zie bibliografie), een cultureel woordenboek voor sprekers van het Esperanto, een beetje vergelijkbaar met Landeskunde, kennis van land en volk.
De Esperantocultuur kan bogen op een lange en unieke traditie waarvan onder andere de zorg om Zamenhof-Esperanto-objecten (ZEO) getuigen.
Net zoals de cultuur van een nationale taal op nationaal niveau gedeeld wordt, zo wordt de cultuur van deze internationale taal wereldwijd gedeeld. Deze heeft vooral te maken met bepaalde zaken die te maken hebben met de taal, zoals literatuur en muziek, maar ook met een aantal waarden die de Unesco uitdraagt. De UNESCO verklaart met de Esperantobeweging een aantal gemeenschappelijke waarden te delen: de hoop op het opbouwen van een vreedzame wereld, een harmonieus samenleven van volkeren, respect voor culturele diversiteit en solidariteit over de grenzen heen.

## Esperantoliteratuur
Historio de la Esperanta Literaturo van Carlo Minnaja en Giorgio Silfer, uitgegeven in 2016 door LF-Koop, geeft het meest complete overzicht van de Esperantoliteratuur en ontving in hetzelfde jaar ook de OSIEK Esperantoliteratuurprijs.

#### Tijdschriften
Er bestaan veel tijdschriften in het Esperanto. De meeste clubs geven zelf een blad uit dat een periodiciteit heeft van wekelijks tot halfjaarlijks. Er bestaan ook professionele uitgaven. Sommige magazines worden al meer dan 50 jaar verspreid, in meer dan 30 landen, zoals het letterkundig en cultureel tijdschrift Literatura Foiro, ook het orgaan van Esperanto-PEN, waar zich een aantal schrijvers hebben rond verenigd.

## Esperantotheater

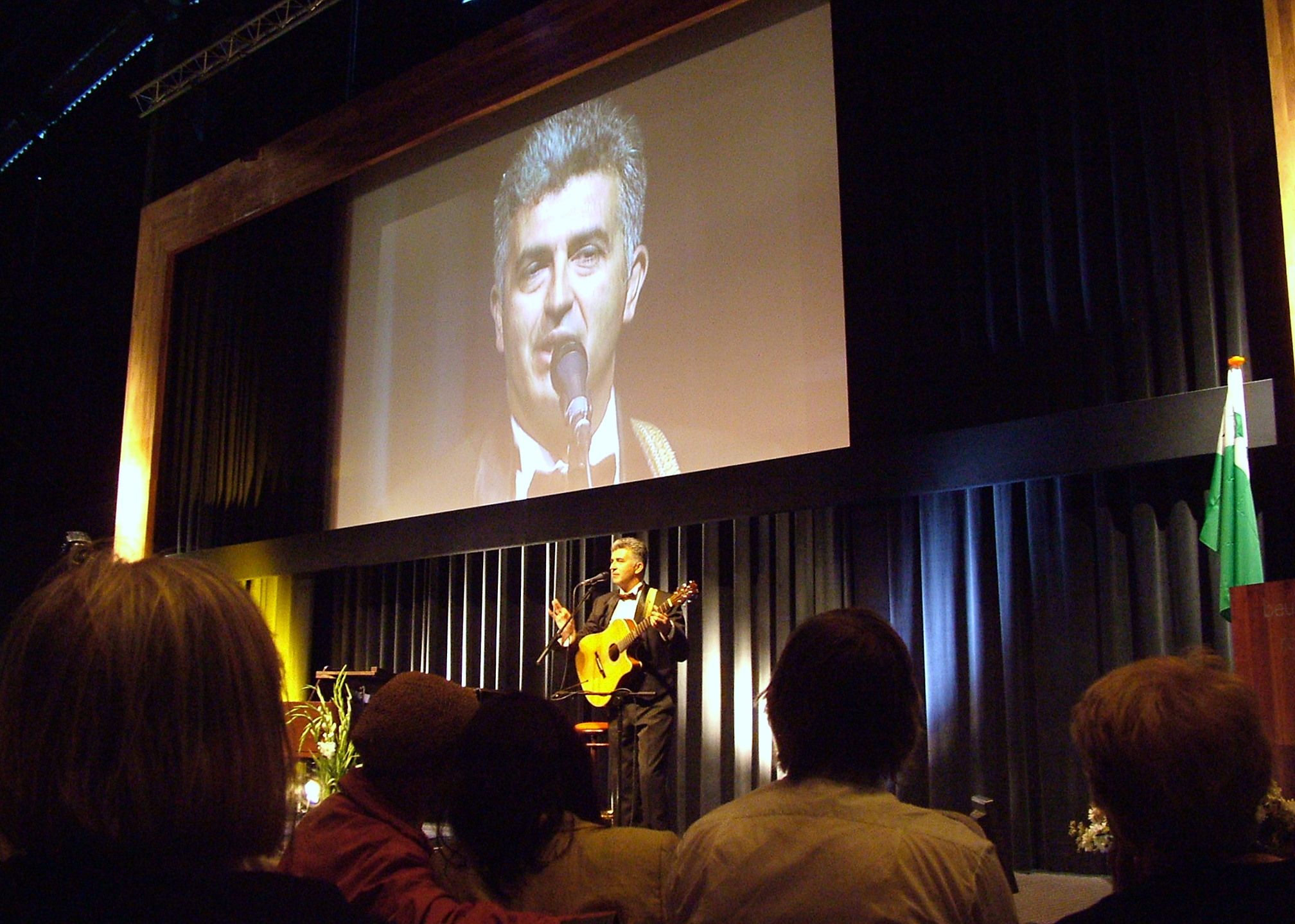
De Servische toneelsacteur Saša Pilipović presenteert zijn cabaret tijdens het Esperanto-Wereldcongres, Rotterdam 2008

Toneelstukken van dramaturgen zo divers als Goldoni, Ionesco, Shakespeare en Ayckbourn zijn in het Esperanto opgevoerd. Veel toneelstukken van Shakespeare bestaan in Esperantovertaling; King Lear werd in 2001 in Hanoi (Vietnam) opgevoerd.

## Esperanto opera
In 2018 vond in het Nationale Theater van Praag de première plaats van de opera "Sternenhoch" (Sterrenhoog). Het is de eerste opera waarvan de muziek rechtstreeks op basis van een tekst in het Esperanto werd gecomponeerd.

## Esperanto in films
Het gebruik van het Esperanto komt minder vaak voor in films. In scènes van The Great Dictator door Chaplin verschenen opschriften in het Esperanto. In Idiot's Delight, met Clark Gable, en in de Japanse film Jan Arima no shūgeki zitten een aantal dialogen in het Esperanto, net zoals in de Amerikaanse film Captain Fantastic (2016). Langspeelfilms die volledig in het Esperanto zijn uiterste zeldzaam. Een uitzondering vormt de film Incubus met in de hoofdrol William Shatner.
Als in films die niet door Esperantisten werden gemaakt toch Esperanto is gebruikt, dan was dit om aan verschillende films een universeel, utopisch, meertalig, sciencefictionachtig, anarchistisch of mysterieus tintje te geven.
In 2017 draaide Christian Laubacher de kortfilm: Das Porträt von Parzival, einem Mann, der sich für eine Sache einsetzt : Esperanto (het portret van Parzival, een man zich inzet voor een zaak: Esperanto), gepresenteerd tijdens het filmfestival van Solothurn.
In 2008 bracht de Turkse filmregisseur Tuğçe Şen een korfilm uit: Senmova, waarin enkel Esperanto wordt gesproken.
De Duitse filmregisseur en actrice Natalie MacMahon heeft in 2018 een kortfilm gemaakt A Universal Love Story (Een universeel liefdesverhaal) die elementen uit de Esperantocultuur bevat. In 2018 verscheen ook online de webserie Malsano Nomita Amo waarin Esperanto wordt gesproken en waarbij Esperanto 'een element vormt dat mensen terug herenigt, als een noodzakelijke revolutie om elkaar weer echt te begrijpen en gevoelens te uiten'.

## Esperanto en muziek

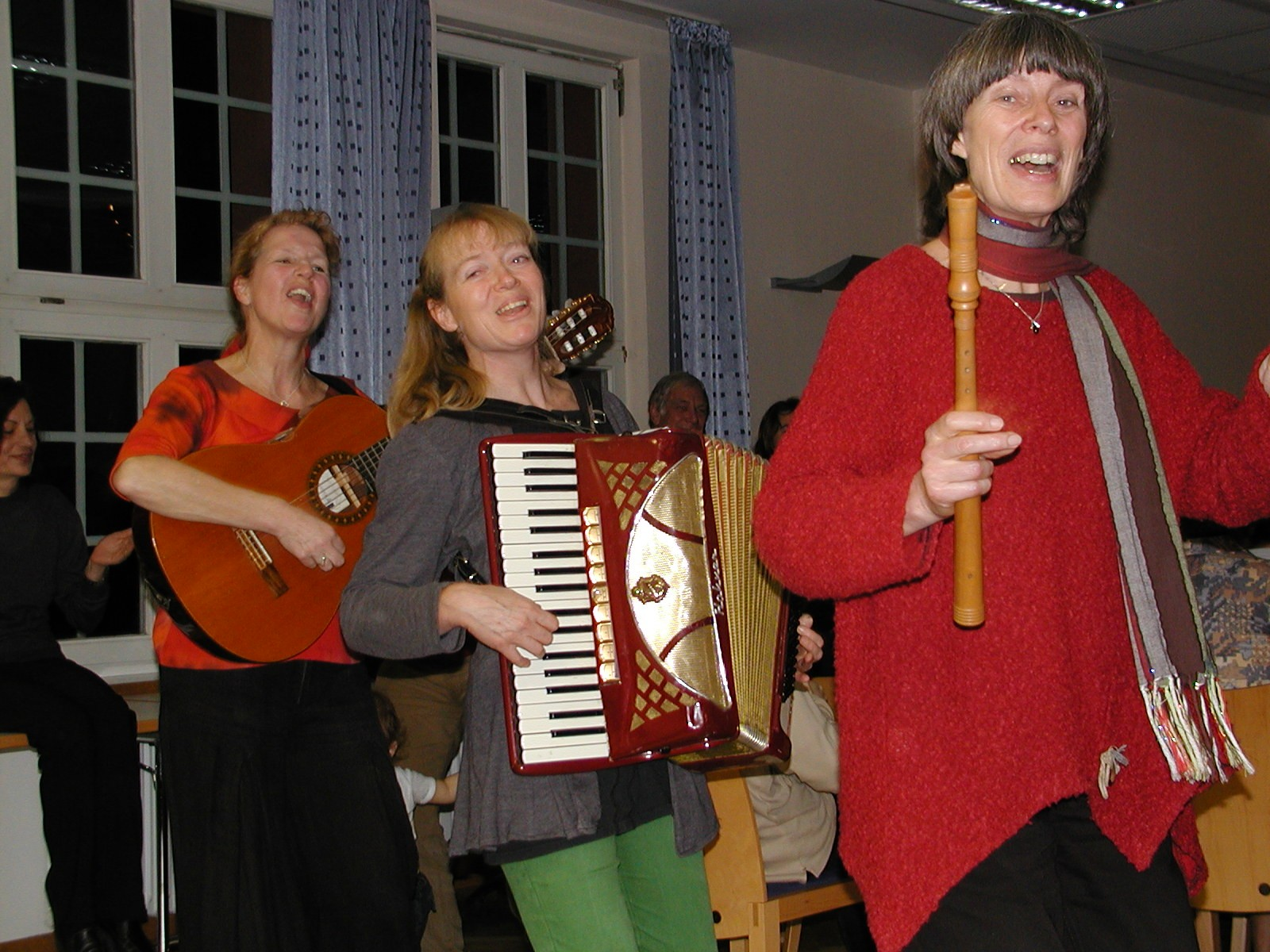
De vierkoppige Nederlandse folkband Kajto richt zich op de Friese volksmuziek, zeemansliedjes en canons

Populaire muzikale genres in het Esperanto zijn folksongs, rock, cabaret en liedjes voor orkest en koor. Populaire componisten en kunstenaars, onder wie Elvis Costello en Michael Jackson, registreerden songs met een tekst in het Esperanto. Het Esperanto inspireerde ook tot de creatie van andere muzikale composities. Een paar nummers van het album Esperanto van Time Warner, dat enkel in het Esperanto is uitgegeven, bereikte in november 1996 in Spanje een hoge rang in de Spaanse hitparade. Klassieke werken voor orkest en koor met Esperantoteksten zijn La Koro Sutro van Lou Harrison en de Symfonie nr. 1 Esperanto van David Gaines (beide uit de Verenigde Staten). In de Franse stad Toulouse is er een label (Vinilkosmo) gespecialiseerd in de productie van Esperantotalige muziek die ook online te vinden is, met inbegrip van sommige websites gewijd aan karaoke in het Esperanto.

## Stichtingen en prijzen
De stad Aalen reikt samen met de FAME-Stichting de culturele prijs FAME uit ter bevordering van de internationale verstandhouding. De Stichting Mondo heeft zijn eigen Fonds voor Esperanto cultuur.
De Wereld-Esperantovereniging organiseert sinds 1950 elk jaar de Belartaj Konkursoj (wedstrijden voor schone kunsten). In de categorieën poëzie en proza worden sinds 1976 enkel bijdragen toegelaten die in het Esperanto zijn geschreven. Sinds 1976 is er ook een categorie voor essays, die ook alleen oorspronkelijk in het Esperanto zijn geschreven. In 1984 kwam de categorie songs erbij. Sedert 1990 bestaat er ook een literatuurprijs: de OSIEK literatuurprijs.
In de Verenigde staten bevordert de Esperantic Studies Foundation (ESF) de Esperantocultuur.

## Esperanto radio

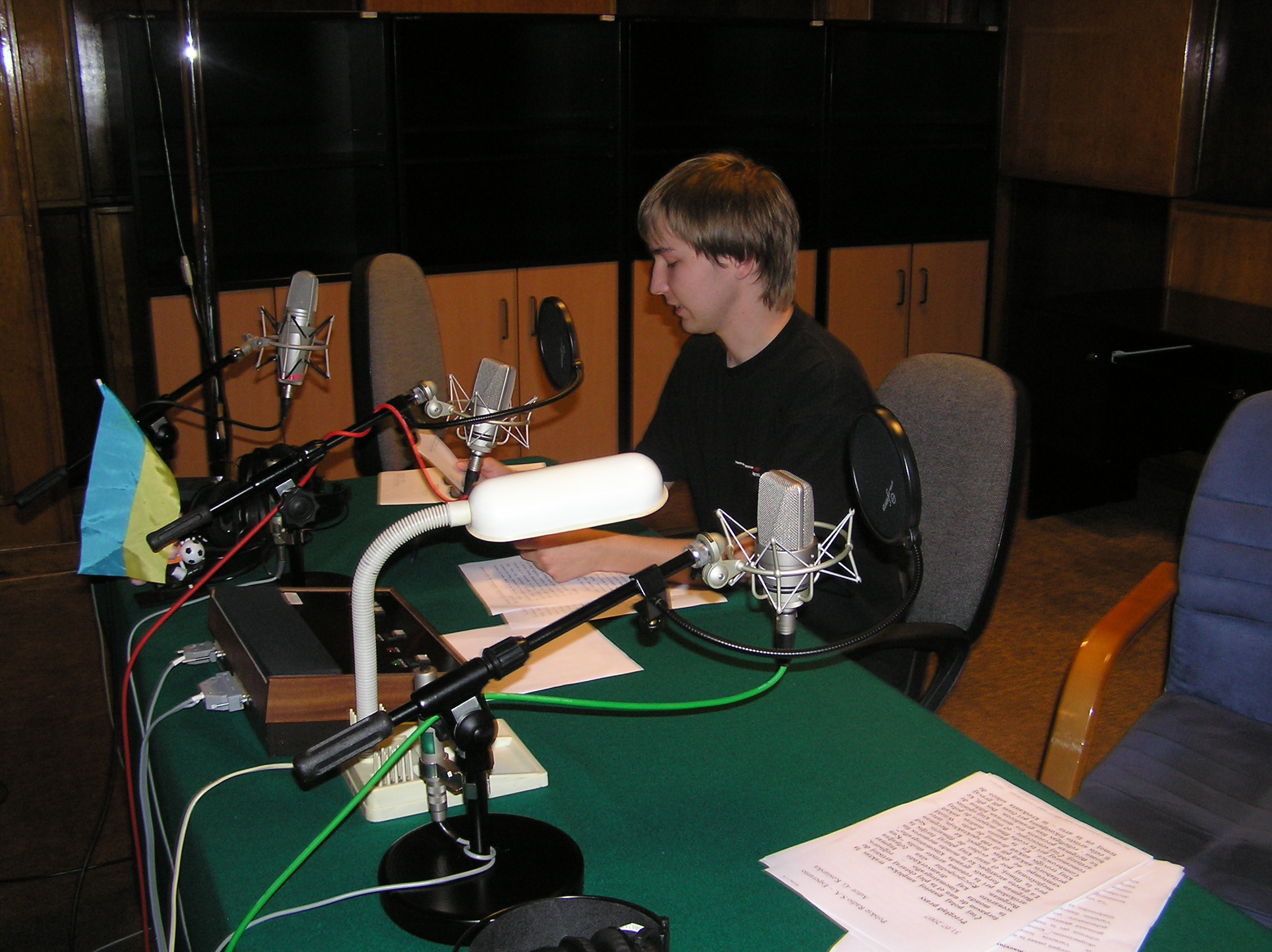
De Esperanto redactie van de Poolse openbare omroep maakt dagelijks een podcast van twintig minuten in het Esperanto.

Radiostations zenden, in het verleden vooral via kortegolfradio, maar nu vooral via het internet, in Brazilië, China, Cuba, Polen en Vaticaanstad regelmatig in het Esperanto uit.

## Feestdagen
Op 15 december, de verjaardag van de grondlegger van de internationale taal Esperanto, vieren Esperantosprekers de Zamenhofdag. Een alternatieve naam is "de dag van het Esperantoboek".

Een andere Esperantodag is 26 juli, datum waarop het eerste leerboek Esperanto in 1887 werd gepubliceerd.

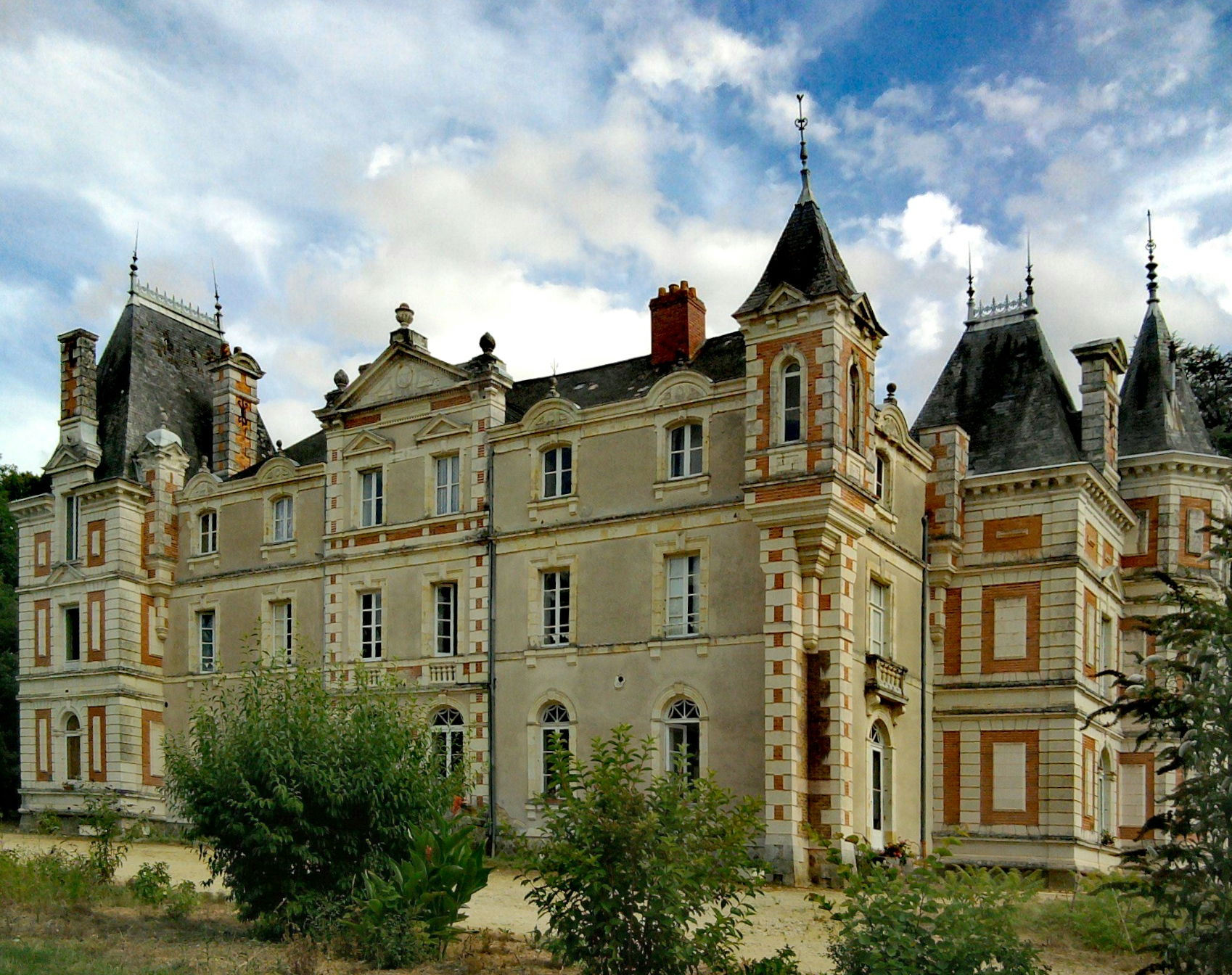
Kasteel Grésillon, Frankrijk, Esperanto Cultureel Centrum.

## Bijeenkomsten
De volgende bijeenkomsten hebben veel bijgedragen tot de verspreiding van de Esperantocultuur. Er is in België ook een muziekfestival met een Esperantonaam: La Semo.
- Artaj Konfrontoj en Esperanto (ARKONES) in Poznan
- INTER-FEST (Internationaal Festival) in Kroatië
- Organiza Societo de Internaciaj Esperanto-Konferencoj (OSIEK)
- Kultura Arta Festivalo de Esperanto (KAFE) in Frankrijk
- Kultura Esperanto-Festivalo (KEF) in Scandinavië
- Internacia arta Esperanto-festivalo "Velura Sezono"[19] in Oekraïne
- EoLA in Rusland

## Diversen

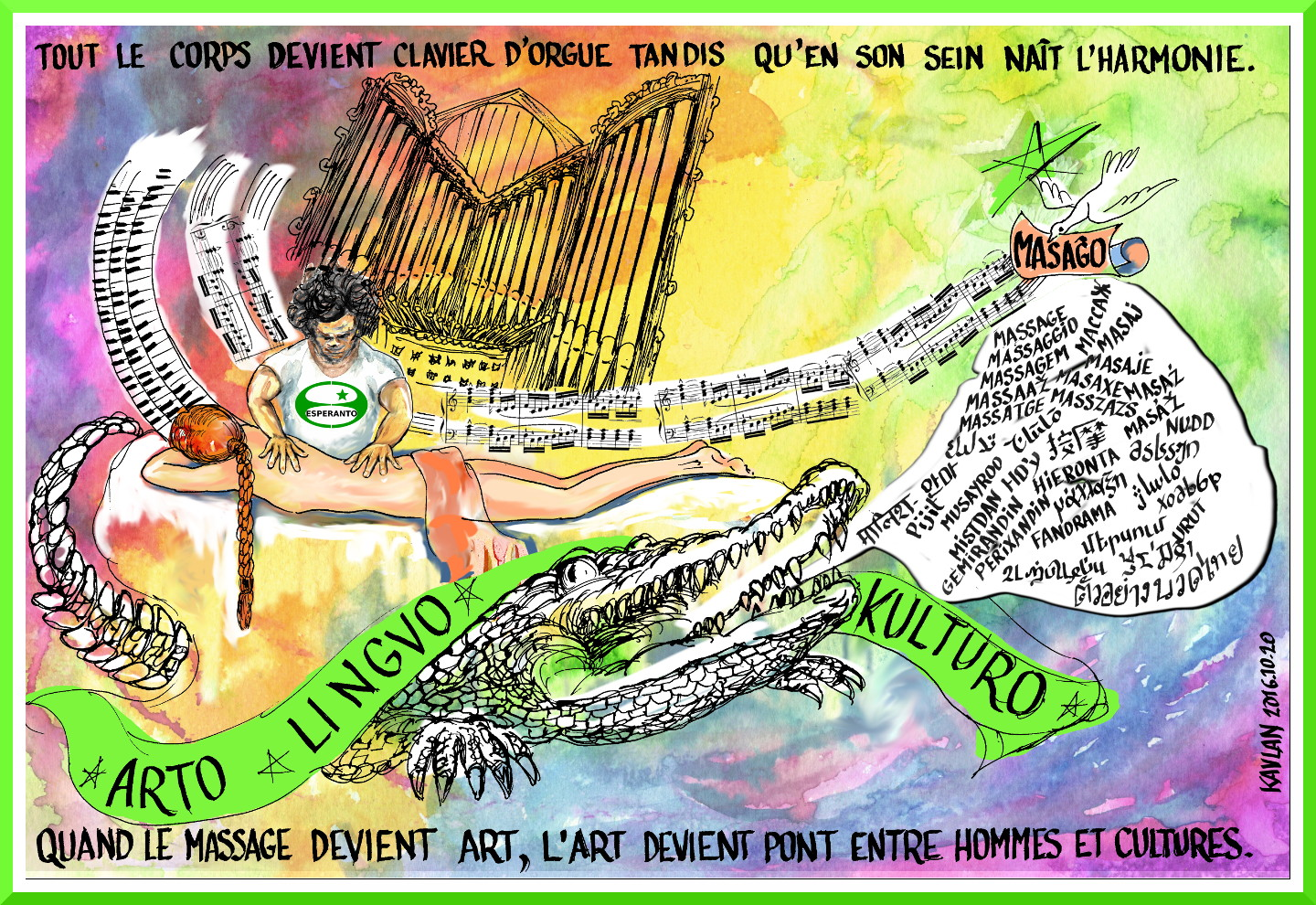
In het Esperanto heeft ne krokodili een culturele betekenis namelijk "niet de eigen taal spreken in internationaal Esperanto gezelschap". Bovenstaande tekening zinspeelt op het verdwijnen van de talendiversiteit... de krokodil verorbert woorden in allerlei talen, maar het woord in het Esperanto (masaĝo), laat zich niet verorberen en voert symbolisch strijd aan voor het behoud van kleinere talen en dus taaldiversiteit.

### Astronomie
De in 1936 ontdekte planetoïde (1421) "Esperanto" ontleent haar naam het Esperanto.
Twee jaar later werd ook de planetoïde (1462) aan het Esperanto gelinkt: deze kreeg de naam Zamenhof naar Lejzer Zamenhof, de grondlegger van deze taal.

### Esperanto-stad
Herzberg am Harz is Duitse stad die zich profileert als de Esperantostad.

### Slangwoorden
Het bekendste slangwoord is "samideano" (lid van hetzelfde idee), een lid dat instemt met het gedachtegoed, maar met de betekenis van een "collega-Esperantospreker". Ook het werkwoord 'krokodili' is populair, wat betekent 'een nationale taal spreken tussen esperantisten onderling: als een kind bijvoorbeeld tijdens een Esperantoconcert overschakelt naar het Nederlands, kan een van ouders 'stop met krokodillen' zeggen.